# Mauriano (general)
Mauriano (em latim: Maurianus) foi um oficial bizantino do século VII, ativo durante o reinado do imperador Constante II (r. 641–668). 

## Vida

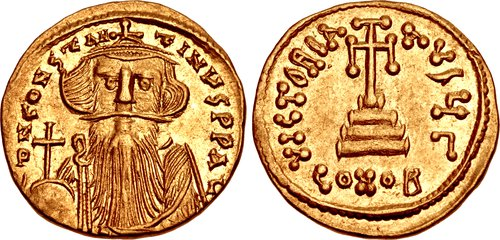
Soldo de r.

Em 653, o imperador conduz em pessoa uma expedição contra a Armênia e destitui Teodoro Restúnio de sua posição como príncipe (iscano). Pouco tempo após sua expedição, Constante retorna a Constantinopla e deixa Mauriano no comando do país. Quando o governador muçulmano Moáuia envia em 654 um exército para recolocar Restúnio em sua posição, Mauriano detinha boa parte da Armênia. Mauriano foi derrotado em Dúbio em 654 pelo general árabe Habibe ibne Maslama, que havia invadido a Armênia, e foi perseguido ao Cáucaso rumo a Ibéria e então mar Negro. Sua própria tenda foi vítima dos árabes. É possível que seja o governador anônimo da Cilícia que fez campanha contra Moáuia junto de Bardas Restúnio e Simbácio V Bagratúnio.